# 砂漠のバラ

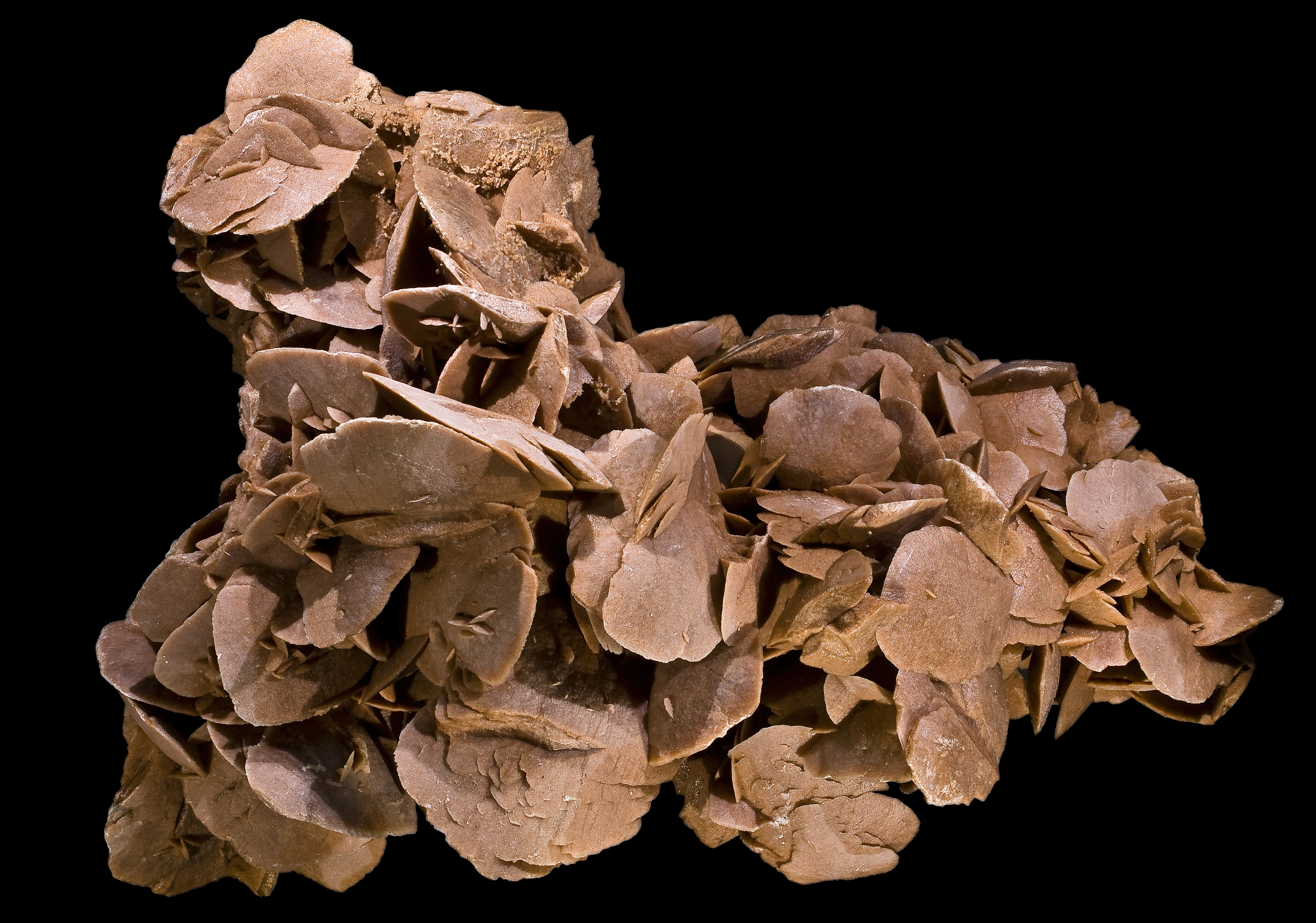
石膏（硫酸カルシウム）でできた砂漠のバラ（チュニジア南部から）

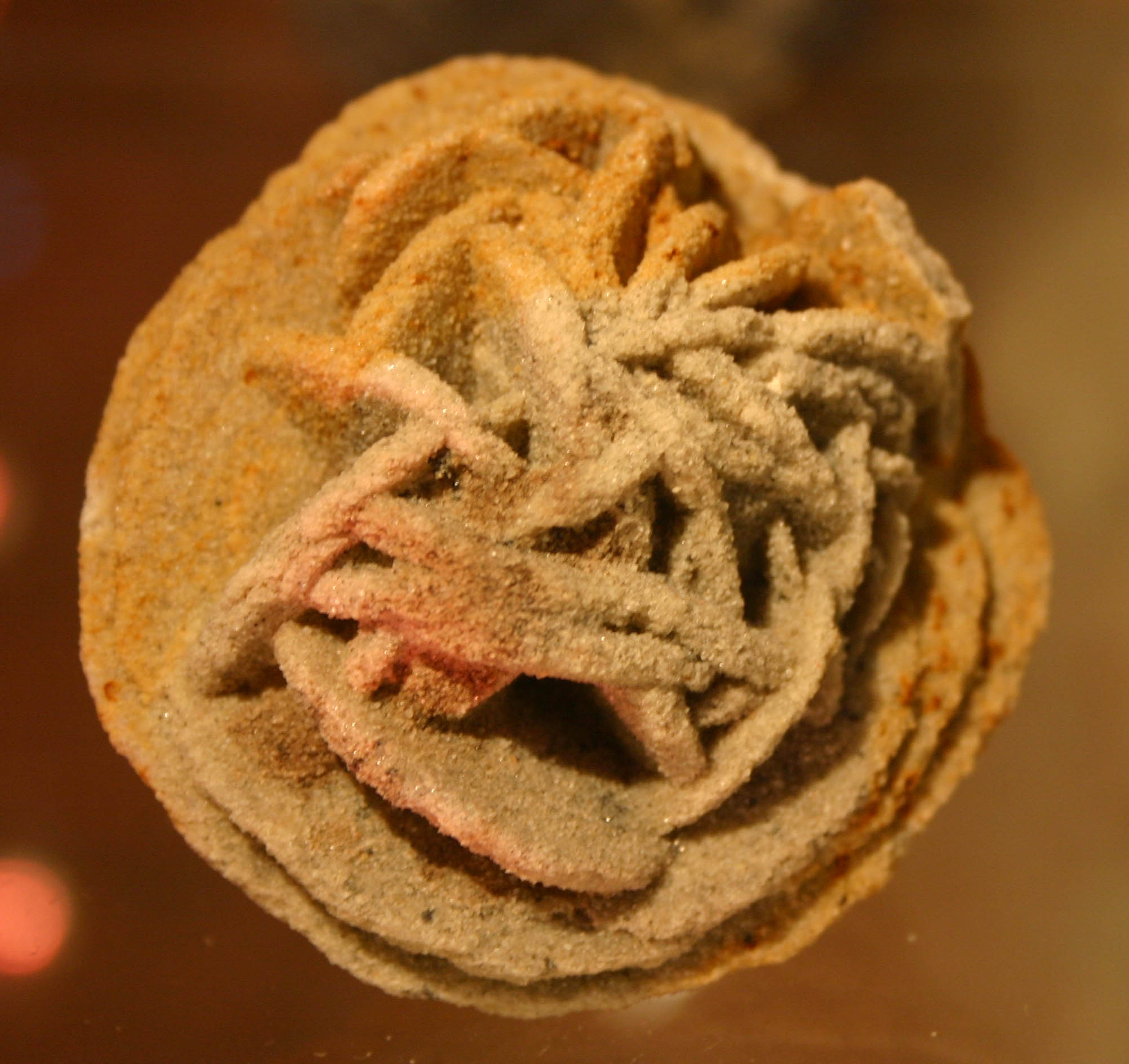
重晶石（硫酸バリウム）でできた砂漠のバラ

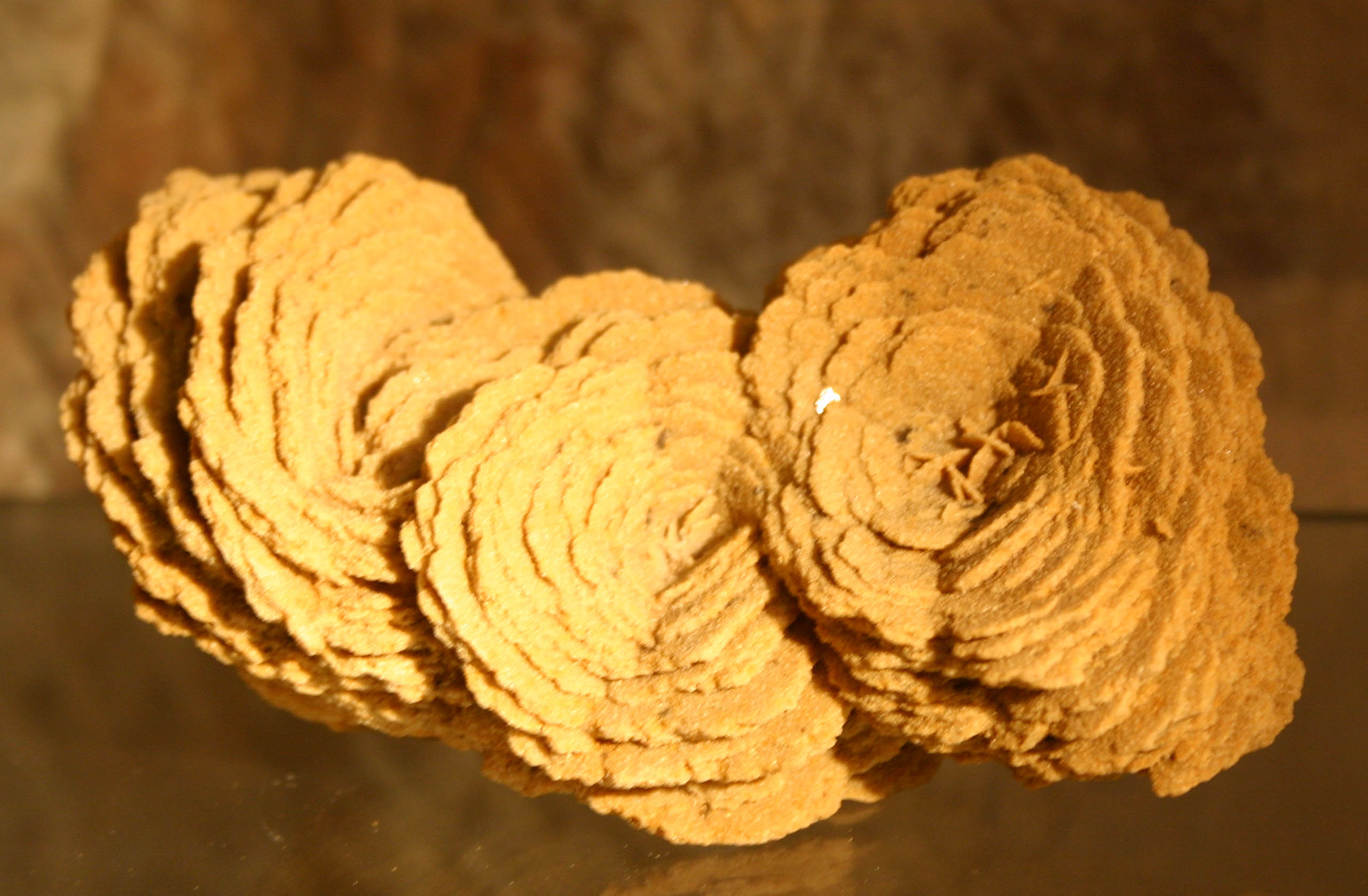
いくつかの塊が繋がった様子

砂漠のバラ（さばくのバラ、Desert Rose または Sand Rose）とは、ある種の化合物が自然現象でバラのような形状の結晶に成長した石である。

## 詳細

### 成分
砂漠のバラには、透明石膏（硫酸カルシウム、CaSO4）でできたものと、重晶石（硫酸バリウム、BaSO4）でできたものがある。これらの鉱物は本来透明で滑らかなのだが、表面に砂が付着している（結晶と一体化している）ため、砂漠のバラは茶色くザラザラした石であることも多い。
また、赤鉄鉱の中にもバラの花状の結晶を作るものがあり、これは砂漠ではなくアルプス山脈などで産出される。

### 発生の謎
メキシコやサハラ砂漠で採取された物が多く出回っている。原産地には、人より大きい巨大な岩石のような物もある。砂漠のバラは、水に溶けたミネラルが結晶に成長するものなので、砂漠といえども水がない（またはなかった）地域からは出てこない。そのため、「採取された場所に、かつて水が存在した証拠」としても扱われることが有る。
一説に、「かつてオアシスの在った場所で、水が干上がることによって水に含まれた化学物質などが結晶化し、形成される」とも言われる。

## 用途

### 観賞用
特異な形状で知名度も高いことから、標本や置物としての人気は高い。鉱物標本などを扱う店では、サハラ砂漠北部（モロッコ、チュニジア）、メキシコ、オーストラリア産などが小さいもので千円前後、少し大きさのあるものでも数千円から売られている。